# Combonianos
Los Misioneros Combonianos del Corazón de Jesús (en latín: Missionarii Comboniani Cordis Iesu), son una congregación religiosa católica de derecho pontificio, fundada por San Daniel Comboni el 1 de junio de 1867, en Verona, Italia. A los religiosos de esta congregación se les conoce como Misioneros Combonianos, o simplemente Combonianos, y posponen a sus nombres las siglas M.C.C.J.

## Historia

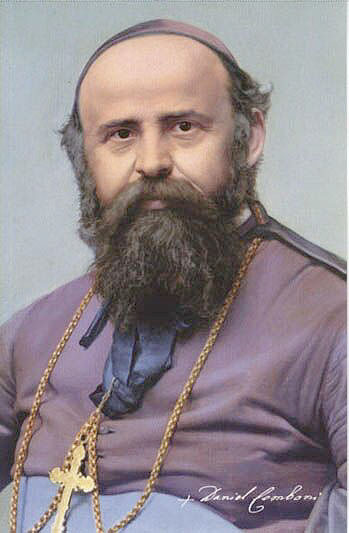
Daniel Comboni (1831-1881), fundador de los Hijos del Corazón de Jesús, más tarde conocidos como Misioneros combonianos.

Daniel Comboni, luego de ser ordenado sacerdote en el Instituto de Niccola Mazza, fue destinado como misionero al Vicariato Apostólico del África Central (actual Archidiócesis de Jartum, junto a otros cinco misioneros, el 14 de febrero de 1858. La empresa falló por la muerte de los compañeros de Comboni. Razón por la cual tuvo que regresar a Italia.
El 1 de junio de 1867, Comboni fundó en Verona un seminario para las misiones extranjeras, una especie de compañía de sacerdotes y laicos, sin voto alguno, aparte de la fidelidad al instituto, contando con la colaboración de los jesuitas para la educación de los futuros misioneros. Comboni llamó a la Compañía Hijos del Sagrado Corazón de Jesús. El 8 de diciembre de 1871 el obispo de Verona aprobó el instituto, convirtiéndose en una sociedad de derecho diocesano. En 1877 el fundador fue nombrado vicario apostólico del África Central y se trasladó a Jartum, sede del Vicariato. Allí murió en 1881.
El primero sucesor interino de Comboni fue padre Giovanni Losi en 1881, seguido en 1885 de padre Francesco Sogaro, en 1885 transformó la sociedad en una congregación de votos simples, con la aprobación de Propaganda Fide. Bajo el gobierno de Sogaro la congregación no pudo regresar a Jartum a causa de la Guerra mahdista, sino hasta 1899, cuando las tropas sudanesas fueron derrotadas por los anglo-egipcios.
La congregación recibió el decreto pontificio de alabanza el 7 de junio de 1895. En 1910 la Santa Sede aprobó definitivamente las Constituciones. Con el tiempo se fueron creando ciertas facciones entre los misioneros italianos y los misioneros de lengua alemana, especialmente en el período de la I Guerra Mundial, por lo que 27 de julio de 1923, la Santa Sede decidió mediar separando la rama alemana de los italianos y constituyéndolos en una congregación independiente: los Misioneros Hijos del Sagrado Corazón de Jesús, aprobados definitivamente el 18 de marzo de 1924. Fue luego del Concilio Vaticano II, con el llamado de la Iglesia a redescubrir los orígenes de la vida consagrada y de cada instituto, que las dos ramas decidieron reunirse nuevamente en una sola congregación (1975), con el nombre de Misioneros Combonianos del Corazón de Jesús, con la aprobación de la Santa Sede el 22 de junio de 1979.
El fundador fue beatificado por el papa Juan Pablo II en 1996 y canonizado por el mismo pontífice el 5 de octubre de 2003.

## Actividades y presencias
Los combonianos se dedican a la evangelización de los pueblos no suficientemente evangelizados o que no han conocido nunca de Cristo, especialmente en África.
En 2011, la congregación contaba con unos 1768 misioneros, de los cuales 1272 eran sacerdotes, y 327 casas, presentes en Alemania, Austria, Benín, Brasil, Canadá, Chad, Chile, China (Macao), Colombia, Costa Rica, Ecuador, El Salvador, España, Estados Unidos, Filipinas, Francia, Ghana, Guatemala, Egipto, Eritrea, Etiopía, Irlanda, Italia, Kenia, Malawi, México, Mozambique, Perú, Polonia, Portugal, Reino Unido, República Centroafricana, República Democrática del Congo, Sudáfrica, Sudán, Taiwán, Togo, Uganda y Zambia. La curia general se encuentra en Roma y su actual Superior general es el religioso P. Tesfaye Tadesse Gebresilasie.